# Spoorlijn Le Mans - Angers-Maître-École
De spoorlijn Le Mans - Angers-Maître-École is een Franse spoorlijn van Le Mans naar Angers. De lijn is 96,2 km lang en heeft als lijnnummer 450 000.

## Geschiedenis
De lijn werd in gedeeltes geopend door de Compagnie des chemins de fer de l'Ouest, van Le Mans naar Sablé op 23 maart 1863 en van Sablé naar Angers op 7 december 1863. 

## Treindiensten
De SNCF verzorgt het personenvervoer op dit traject met TGV en TER treinen.
| Serie      | Treinsoort | Route | Bijzonderheden                                                                             |
| ---------- | ---------- | --- | ------------------------------------------------------------------------------------------ |
| TGV 5200   | TGV (SNCF) | [ [ Nantes – ] / [ Rennes – ] Le Mans – ] / [ Bordeaux-Saint-Jean – Saint-Pierre-des-Corps – ] Massy TGV – Aéroport Charles-de-Gaulle 2 TGV – [ Lille-Europe ] / [ Lille-Flandres ] |                                                                                            |
| TGV 5300   | TGV (SNCF) | [ [ [ Nantes – Angers-Saint-Laud – [ Saumur – Saint-Pierre-des-Corps – ] / [ Le Mans – ] ] / [ Rennes – Le Mans – ] Massy TGV – ] ] / [ Le Havre – Rouen-Rive-Droite – Mantes-la-Jolie – Versailles-Chantiers – Massy-Palaiseau – ] Lyon-Part-Dieu – [ Lyon-Perrache ] / [ Valence-Rhône-Alpes-Sud TGV – [ Nîmes-Pont-du-Gard – Montpellier-Sud-de-France ] / [ Nîmes – Montpellier-Saint-Roch ] / [ Avignon TGV – Aix-en-Provence TGV – Marseille-Saint-Charles ] ] |                                                                                            |
| TGV 5450   | TGV (SNCF) | [ Rennes – ] / [ Nantes – Angers-Saint-Laud – ] Le Mans – Massy TGV – Marne-la-Vallée - Chessy – Aéroport Charles-de-Gaulle 2 TGV – Champagne-Ardenne TGV – Lorraine TGV – Strasbourg-Ville | Twee treinen per dag.                                                                      |
| Ouigo 7620 | TGV (SNCF) | Paris-Montparnasse – Le Mans – Angers-Saint-Laud – Nantes |                                                                                            |
| TGV 8800   | TGV (SNCF) | Paris-Montparnasse – Massy TGV – Le Mans – Angers-Saint-Laud – Nantes |                                                                                            |
| TGV 8900   | TGV (SNCF) | Paris-Montparnasse – Le Mans – Angers-Saint-Laud – Nantes – [ Saint-Nazaire – Le Croisic ] / [ La Roche-sur-Yon – Les Sables-d'Olonne ] |                                                                                            |
| TGV 9800   | TGV (SNCF) | [ Luxemburg – Thionville – Metz-Ville – Strasbourg-Ville – Mulhouse-Ville – Belfort-Montbéliard TGV – Besançon Franche-Comté TGV – Dijon-Ville – Mâcon-Ville – ] / [ Brussel-Zuid – Lille-Europe – Arras – TGV Haute-Picardie – Aéroport Charles-de-Gaulle 2 TGV – [ Champagne-Ardenne TGV – Meuse TGV – Lorraine TGV – Strasbourg-Ville ] / [ Marne-la-Vallée - Chessy – [ Massy TGV – Le Mans – [ Laval – Rennes ] / [ Angers-Saint-Laud – Nantes ] ] / [ Creusot TGV – ] Lyon-Part-Dieu – [ Avignon TGV – Marseille Saint-Charles ] / [ Montpellier-Saint-Roch – Perpignan ] ] | Dagelijkse verbinding met Montpellier en Marseille. Perpignan - Brussel tweemaal per week. |
| K 4        | TER (SNCF) | Rennes – Vitré – Laval – Sablé-sur-Sarthe – Angers-Saint-Laud – Ancenis – Nantes |                                                                                            |
| K 15       | TER (SNCF) | Le Mans – Sablé-sur-Sarthe – Angers-Saint-Laud – Ancenis – Nantes |                                                                                            |
| P 15       | TER (SNCF) | Le Mans – Sablé-sur-Sarthe – Angers-Saint-Laud |                                                                                            |

## Aansluitingen
In de volgende plaatsen is of was er een aansluiting op de volgende spoorlijnen:
Le Mans
RFN 420 000, spoorlijn tussen Paris-Montparnasse en Brest
RFN 430 000, spoorlijn tussen Le Mans en Mézidon
RFN 561 000, spoorlijn tussen Tours en Le Mans
aansluiting La Plumasserie
RFN 450 306, raccordement van La Plumasserie (Le Mans)
RFN 451 300, raccordement van La Duboisière (Le Mans)
aansluiting Saint-Georges
RFN 451 311, raccordement van Saint-Georges (Le Mans)
La Suze
RFN 509 000, spoorlijn tussen L'Aubinière en La Suze
Juigné-sur-Sarthe
RFN 456 000, spoorlijn tussen Juigné-sur-Sarthe en Sillé-le-Guillaume
aansluiting Juigné
RFN 408 340, raccordement van Sablé-sur-Sarthe
Sablé-sur-Sarthe
RFN 460 000, spoorlijn tussen Sablé en Montoir-de-Bretagne
RFN 508 000, spoorlijn tussen Aubigné-Racan en Sablé
Écouflant
RFN 450 606, stamlijn Écouflant
RFN 450 608, stamlijn Écouflant
RFN 450 610, stamlijn Écouflant
RFN 512 300, raccordement van Écouflant
Angers-Maître-École
RFN 450 611, stamlijn Angers-Maître-École (ZI Saint-Barthélemy)
RFN 450 613, stamlijn Angers-Maître-École (ZI Saint-Barthélemy)
RFN 450 615, stamlijn Angers-Maître-École (ZI Saint-Barthélemy)
RFN 450 617, stamlijn Angers-Maître-École (ZI Saint-Barthélemy)
RFN 511 000, spoorlijn tussen Angers-Saint-Laud en La Flèche
RFN 515 000, spoorlijn tussen Tours en Saint-Nazaire
RFN 521 000, spoorlijn tussen Loudun en Angers-Maître-École

## Elektrische tractie
De lijn werd in 1983 geëlektrificeerd. Tussen Le Mans en kilometer 215,0 met een gelijkspanning van 1500 volt en tussen kilometer 215,0 en Angers-Maître-École met een spanning van 25.000 volt 50 Hz. 